# Hans Winter (politik)
Hans Winter (14. listopadu 1850 Taiskirchen im Innkreis – 13. prosince 1937 Ried im Innkreis) byl rakouský lékař a politik německé národnosti z Horních Rakous, na počátku 20. století poslanec Říšské rady.

## Biografie
Působil jako obecní lékař v Riedu. V Salcburku získal roku 1872 diplom doktora medicíny. Stal se lékařem v porodníkem v Riedu. V období let 1899–1912 byl také starostou tohoto města. Od roku 1902 do roku 1909 zasedal na Hornorakouském zemském sněmu jako poslanec za kurii měst, obvod Ried.
Působil i jako poslanec Říšské rady (celostátního parlamentu Předlitavska), kam usedl ve volbách roku 1901 za kurii městskou, obvod Ried, Haag, Obernberg atd. Mandát obhájil ve volbách roku 1907, konaných poprvé podle všeobecného a rovného volebního práva. Uspěl za obvod Horní Rakousy 06.
Ve volbách roku 1901 se uvádí jako kandidát Německé lidové strany. Po volbách roku 1907 zasedl do poslaneckého klubu Německý národní svaz, do kterého se spojilo několik národoveckých německých politických proudů.